# Liste des épisodes d'Arrow
La liste des épisodes d’Arrow, série télévisée américaine, est constituée de 170 épisodes.

## Panorama des saisons
| 1 | 23 | 2012-2013 | 10 octobre 2012 | 15 mai 2013     | 17 septembre 2013 | 14 janvier 2015  | 2 octobre 2013    |               |               |
| 2 | 23 | 2013-2014 | 9 octobre 2013  | 14 mai 2014     | 16 septembre 2014 | 10 novembre 2015 | 3 décembre 2014   |               |               |
| 3 | 23 | 2014-2015 | 8 octobre 2014  | 13 mai 2015     | 22 septembre 2015 | 2 décembre 2015  | 23 septembre 2015 |               |               |
| 4 | 23 | 2015-2016 | 7 octobre 2015  | 25 mai 2016     | 30 aout 2016      | 14 décembre 2016 | 23 septembre 2016 |               |               |
| 5 | 23 | 2016-2017 | 5 octobre 2016  | 24 mai 2017     | 19 septembre 2017 | 8 novembre 2017  | 20 septembre 2017 |               |               |
| 6 | 23 | 2017-2018 | 12 octobre 2017 | 17 mai 2018     | 3 septembre 2018  | 28 novembre 2018 | 15 aout 2018      |               |               |
| 7 | 22 | 2018-2019 | 15 octobre 2018 | 13 mai 2019     | 16 septembre 2019 | indéterminées    | 21 aout 2019      |               |               |
| 8 | 10 | 2019-2020 | 15 octobre 2019 | 28 janvier 2020 | indéterminées     | indéterminées    | indéterminées     | indéterminées | indéterminées |

## Liste des épisodes
Note : Lors de la diffusion dans les pays francophones, les titres d'épisodes ne sont parfois pas les mêmes. Les premiers titres indiqués correspondent à ceux utilisés dans le pays de première diffusion en français, étant prioritaires, les autres sont indiqués en second le cas échéant.

### Première saison (2012-2013)
Composée de vingt-trois épisodes, elle a été diffusée du 10 octobre 2012 au 15 mai 2013 sur The CW, aux États-Unis.
1. Le Naufragé / Le Retour du naufragé (Pilot)
2. La Promesse / D’entre les morts (Honor Thy Father)
3. Tireurs solitaires / Ami ou Ennemi ? (Lone Gunmen)
4. Un homme innocent (An Innocent Man)
5. Le Second Archer / Dommages collatéraux (Damaged)
6. Héritages (Legacies)
7. Communion d'âmes / Femme fatale (Muse of Fire)
8. Vendetta (Vendetta)
9. Pas de trêve pendant Noël / Une ombre sur la ville (Year's End)
10. Brûlures / À feu et à sang (Burned)
11. Confiance et Trahison / Méfiance aveugle (Trust But Verify)
12. Vertigo (Vertigo)
13. Trahison / Abus de confiance (Betrayal)
14. L'Odyssée / L'Art de la guerre (The Odyssey)
15. Le Dodger / Insaisissable (Dodger)
16. Dette de sang / Les Liens du sang (Dead to Rights)
17. L'Instinct de vengeance (The Huntress Returns)
18. Le Sauveur (Salvation)
19. Travail inachevé (Unfinished Business)
20. Effraction / Un retour inattendu (Home Invasion)
21. Mensonges et Manigances / Le Programme (The Undertaking)
22. Crépuscule / Menace sur la ville (Darkness on the Edge of Town)
23. Sacrifice / L'Affrontement (Sacrifice)

Source des titres FR

### Deuxième saison (2013-2014)
Le 11 février 2013, la série a été renouvelée pour une deuxième saison de vingt-trois épisodes. Elle a été diffusée du 9 octobre 2013 au 14 mai 2014 sur The CW, aux États Unis. Elle a été précédée, le 2 octobre 2013, par un épisode récapitulatif de la première saison.
1. Le combat continue / Les Justiciers (City of Heroes)
2. Démons intérieurs / Crise d'identité (Identity)
3. L'union fait la force / Poupées de cire (Broken Dolls)
4. Traverser les épreuves / L'Épreuve (Crucible)
5. La Ligue des assassins (League of Assassins)
6. Pacte avec l'ennemi (Keep Your Enemies Closer)
7. Le Procès (State v. Queen)
8. Le Scientifique (The Scientist)
9. Du poison dans les veines (Three Ghosts)
10. Bombe à retardement (Blast Radius)
11. Le masque tombe / Le masque est tombé (Blind Spot)
12. À la recherche du générateur / Tremblements (Tremors)
13. Vivre ou mourir / L'Héritière du démon (Heir to the Demon)
14. L'Heure de la mort / Le Roi du temps (Time of Death)
15. La Promesse (The Promise)
16. L'Escadron suicide (Suicide Squad)
17. Les Anges de la nuit / Oiseaux de proie (Birds of Prey)
18. Révélations / Diversion (Deathstroke)
19. À découvert / Le Mal dans le sang (The Man Under the Hood)
20. Journée noire (Seeing Red)
21. Le Calme avant la tempête (City of Blood)
22. État de siège (Streets of Fire)
23. L'Assaut final (Unthinkable)

Sources des titres FR

### Troisième saison (2014-2015)
Le 13 février 2014, la série a été renouvelée pour une troisième saison de vingt-trois épisodes. Elle a été diffusée du 8 octobre 2014 au 13 mai 2015 sur The CW, aux États Unis.
1. Le Calme avant la tempête / Retour en force (The Calm)
2. Sara / L'Adieu (Sara)
3. Corto Maltese / L'Île de Corto Maltese (Corto Maltese)
4. Le Magicien (The Magician)
5. Le Passé secret de Felicity Smoak (The Secret Origin of Felicity Smoak)
6. Coupable / Un nouvel Arsenal (Guilty)
7. Cupidon / Bourreau des cœurs (Draw Back Your Bow)
8. Le Courage et l'Audace / L'Étoffe des héros (The Brave and the Bold) - deuxième partie du premier crossover annuel
9. L'Ascension (The Climb)
10. Abandonné / La Débâcle (Left Behind)
11. Le Règne de Brick / La Nuit des justiciers (Midnight City)
12. Résistance / Guerre totale (Uprising)
13. Dédoublement / Lutte fratricide (Canaries)
14. Résurgence / À l'origine (The Return)
15. Nanda Parbat / Bienvenue à Nanda Parbat (Nanda Parbat)
16. La Proposition / L'Offre (The Offer)
17. Tendances suicidaires / Démasqués (Suicidal Tendencies)
18. Ennemi public / L'Homme à abattre (Public Enemy)
19. Extrêmes Mesures / Alliance nécessaire (Broken Arrow)
20. Sans retour / Méconnaissable (The Fallen)
21. Al Sah-him / Quelqu'un d'autre (Al Sah-him)
22. L'Épée / Quelque chose d'autre (This Is Your Sword)
23. Je m'appelle Oliver Queen / Je suis Oliver Queen (My Name Is Oliver Queen)

Sources titres FR,,,

### Quatrième saison (2015-2016)
Le 11 janvier 2015, la série a été renouvelée pour une quatrième saison de vingt-trois épisodes. Elle a été diffusée du 7 octobre 2015 au 25 mai 2016 sur The CW, aux États Unis.
1. Une lumière dans les ténèbres (Green Arrow)
2. Amitié contrariée (The Candidate)
3. Nouveaux Instincts (Restoration)
4. Au service de la ville (Beyond Redemption)
5. À la recherche de l'âme perdue (Haunted)
6. Un problème de taille (Lost Souls)
7. Sauver la paix (Brotherhood)
8. Les Légendes d'hier (Legends of Yesterday) - deuxième partie du deuxième crossover annuel
9. Pousser à bout (Dark Waters)
10. Pour Felicity (Blood Debts)
11. Les Conséquences du passé (A.W.O.L.)
12. Trop lourd à porter (Unchained)
13. Le Combat des maîtres (Sins of the Father)
14. Sale Temps pour un justicier (Code of Silence)
15. Le Kidnapping (Taken)
16. Victimes de l'amour (Broken Hearts)
17. Lueur d'espoir (Beacon of Hope)
18. Dernière Mission (Eleven-Fifty-Nine)
19. Le Chant du Canary (Canary Cry)
20. La Phase finale (Genesis)
21. Avant la fin du monde (Monument Point)
22. Le Déluge (Lost in the Flood)
23. Rupture (Schism)

### Cinquième saison (2016-2017)
Le 11 mars 2016, la série a été renouvelée pour une cinquième saison de vingt-trois épisodes. Elle a été diffusée du 5 octobre 2016 au 24 mai 2017 sur The CW, aux États Unis.
1. Héritage (Legacy)
2. Nouvelles Recrues (The Recruits)
3. Une question de confiance (A Matter of Trust)
4. Pénitence (Penance)
5. La Cible humaine (Human Target)
6. Tout commence (So It Begins)
7. Vigilante (Vigilante)
8. Rêve ou Réalité (Invasion!) - deuxième partie du troisième crossover annuel
9. Une trace dans l'histoire (What We Leave Behind)
10. Qui es-tu ? (Who Are You?)
11. Seconde Chance (Second Chances)
12. Bratva (Bratva)
13. L'Ombre des armes (Spectre of the Gun)
14. Le Purificateur (The Sin-Eater)
15. Combattre le mal par le mal (Fighting Fire with Fire)
16. Échec et Mat (Checkmate)
17. Kapiushon (Kapiushon)
18. Sous protection (Disbanded)
19. Liaisons dangereuses (Dangerous Liaisons)
20. Pièges (Underneath)
21. En L'honneur de nos pères (Honor Thy Fathers)
22. Disparus (Missing)
23. Lian Yu (Lian Yu)

### Sixième saison (2017-2018)
Le 8 janvier 2017, la série a été renouvelée pour une sixième saison de vingt-trois épisodes. Elle a été diffusée du 12 octobre 2017 au 17 mai 2018 sur The CW, aux États Unis.
1. Retombées (Fallout)
2. La preuve (Tribute)
3. Parent proche (Next of Kin)
4. À ta place (Reversal)
5. Le retour de Deathstroke (Deathstroke Returns)
6. Tenir ses promesses (Promises Kept)
7. Thanksgiving (Thanksgiving)
8. Crise sur Terre-X (Crisis on Earth-X) - deuxième partie du quatrième crossover annuel
9. Conflits internes (Irreconcilable Differences)
10. Diviser pour régner (Divided)
11. Regarde les héros tomber (We Fall)
12. Tout ça pour rien (All for Nothing)
13. La part du diable (The Devil's Greatest Trick)
14. Tout droit vers l'affrontement (Collision Course)
15. Jumeau astral (Doppelganger)
16. La Ligue des assassins (The Thanatos Guild)
17. Frères d'armes (Brothers in Arms)
18. Retour aux fondamentaux (Fundamentals)
19. Le Dragon (The Dragon)
20. Jeu d'alliances (Shifting Allegiances)
21. Mascarade (Docket No. 11-19-41-73)
22. Les liens qui nous lient (The Ties That Bind)
23. Perpétuité (Life Sentence)

### Septième saison (2018-2019)
Le 2 avril 2018, la série a été renouvelée pour une septième saison. Elle a été diffusée du 15 octobre 2018 au 13 mai 2019 sur The CW, aux États Unis.
1. Détenu 4587 (Inmate 4587)
2. La Tribu des chasseurs (The Longbow Hunters)
3. Transgression (Crossing Lines)
4. Niveau Deux (Level Two)
5. Le Démon (The Demon)
6. En bonne et due forme (Due Process)
7. Les évadés (The Slabside Redemption)
8. Sans aucun masque (Unmasked)
9. Elseworlds : La Deuxième Heure (Elseworlds: Part Two) - deuxième partie du cinquième crossover annuel
10. Je m'appelle Emiko Queen (My Name Is Emiko Queen)
11. Crimes du passé (Past Sins)
12. L'Archer vert (Emerald Archer)
13. Le Tueur de Star City (Star City Slayer)
14. Frères et Sœurs (Brothers and Sisters)
15. La Journée de formation (Training Day)
16. Star City 2040 (Star City 2040)
17. L'Héritage (Inheritance)
18. Canari perdu (Lost Canary)
19. Spartan (Spartan)
20. Aveux (Confessions)
21. La Preuve vivante (Living Proof)
22. Vous avez sauvé cette ville (You Have Saved this City)

### Huitième saison (2019-2020)
Le 31 janvier 2019, la série a été renouvelée pour une huitième et dernière saison de dix épisodes, diffusée à l'automne 2019 sur The CW, aux États Unis. Elle a été diffusée du 15 octobre 2019 au 28 janvier 2020.
1. Starling City (Starling City)
2. Le prix à payer (Welcome to Hong Kong)
3. L'épée de la discorde (Leap of Faith)
4. Le Futur, c'est maintenant (Present Tense)
5. Prochnost (Prochnost)
6. On efface tout...(Reset)
7. Le purgatoire (Purgatory)
8. Crise sur les Terres infinies : Destinées (Crisis on Infinite Earths: Hour Four) - quatrième partie du sixième crossover annuel
9. Green Arrow et les Canaris (Green Arrow and the Canaries)
10. Pour toujours et à jamais (Fadeout)

Source : titres originaux